# Langenbochum
Langenbochum ist ein nördlicher Stadtteil von Herten. Der Name Langenbochum deutet auf die ursprünglich langgestreckte Form des Stadtteils, dessen wichtigste Straße von Buchen umsäumt war.

## Auf- und Abstieg als Bergbauort

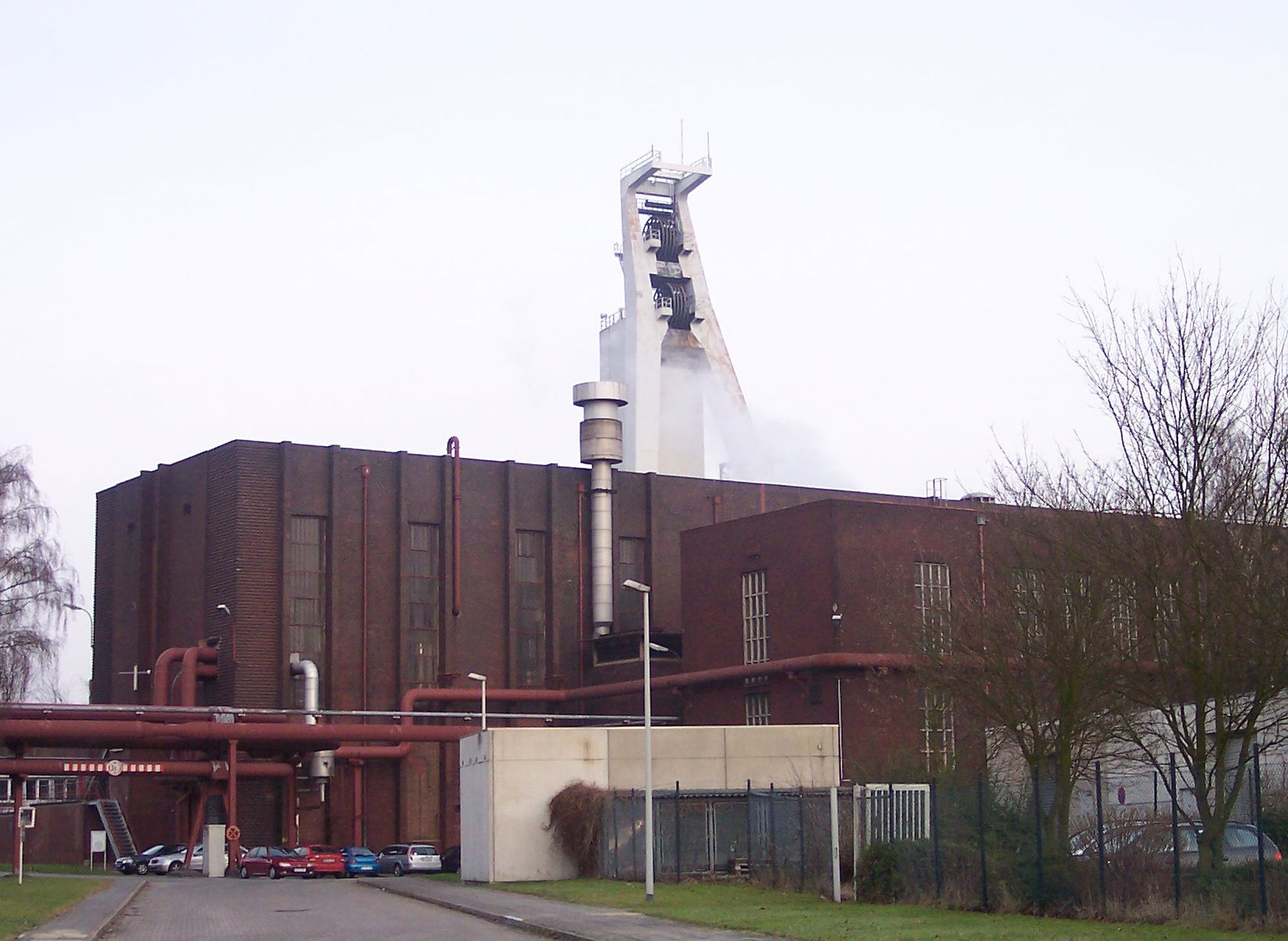
Bergwerk Schlägel & Eisen

Die Bauerschaft gehörte früher zur Recklinghausen-Land. Ihre Eingemeindung, die mit dem Einzug des Steinkohlenbergbaus zwischen Emscher und Lippe um die Jahrhundertwende des 19. Jahrhunderts eine große Zahl von Einwohnern hinzugewonnen hatte, erfolgte am 1. April 1926. Viele Jahrzehnte wurde Langenbochum von der Zeche Schlägel & Eisen dominiert, die hier der größte Arbeitgeber und Wohnungsvermieter war. Im Zweiten Weltkrieg wurde die Zeche am 9. November 1944 durch Bomben schwer beschädigt, und der Wiederaufbau begann 1947.
Die Schachtanlage Schlägel & Eisen wurde Ende der 1990er-Jahre mit der Zeche Ewald im Hertener Süden zu einem Verbundbergwerk zusammengelegt. Im Rahmen des Zechensterbens wurde die Zeche 1998 stillgelegt.
Heute hat die Stadt Herten einige Büros im Nebengebäude der Zeche. Die Fördertürme der Schächte 3 und 4 sind als Landmarken erhalten geblieben und machen den Stadtteil auch aus der Ferne erkennbar – sie korrespondieren aus der Ferne mit den Fördertürmen Schlägel & Eisen 1, 2 und 7 in der Hertener Mark. Das Fördergerüst von Schacht 3 aus dem Jahr 1897 ist denkmalgeschützt, das von Schacht 4 ist eine Neukonstruktion von 1984/85 mit Fünfseilförderung und fällt durch seine beeindruckende Höhe von 64 m auf. Der Turm von Schacht 7 wurde 2013 abgerissen, wobei er sich bei der Sprengung als widerspenstig erwies.

## Zwangsarbeiterlager während der Zeit des Nationalsozialismus
Mit dem Zwangsarbeiterlager Schlägel & Eisen Schacht 3/4/7 an der Lyckstraße/(frühere) Hindenburgstraße bestand während des Zweiten Weltkrieges in Langenbochum das größte Zwangsarbeitslager auf dem Gebiet der Stadt Herten. Die vornehmlich aus Russland stammenden, als Fremdarbeiter und Kriegsgefangene von deutschen Besatzungsbehörden verschleppten Männer und Frauen mussten dort unter erbärmlichsten Bedingungen leben. Sie erhielten nur völlig unzureichende Ernährung und Versorgung. Die Zwangsarbeit mussten sie überwiegend im Untertagebergbau bzw. in den anderen Betrieben der Zeche Schlägel & Eisen verrichten. Von Aufsehern und Bewachern wurden sie menschenunwürdig behandelt, oft sogar gequält. Ende März 1945 wurden die Lagerinsassen von der US-Armee befreit.
In den 1960er-Jahren wurde durch das Gelände dieses ehemaligen Lagers eine neue Straße gebaut, die von den damals politisch Verantwortlichen in Herten nach der dem Nationalsozialismus verbundenen Dichterin Agnes Miegel benannt worden ist.

## Neue Heimat für Siebenbürger
In den 1950er-Jahren entstand die Siebenbürgersiedlung. Sie erstreckt sich im Dreieck zwischen der Langenbochumer Straße, der Polsumer Straße und der Feldstraße und ist bis heute intakt. Deutschstämmige Übersiedler aus Siebenbürgen, die als Folge des Zweiten Weltkrieges Rumänien verlassen mussten, kamen durch das Angebot von 1952, im Kohlebergbau arbeiten zu können, nach Herten und prägen durch ihre Kultur und Folkloreveranstaltungen das Bild.
In den 1960er-Jahren errichteten die Siebenbürger das Siebenbürger Haus der Jugend, das 1964 eingeweiht wurde, um dort Versammlungen und Feste zu planen. Das Siebenbürger Haus wird bis heute für die kulturellen Veranstaltungen der Siebenbürger Sachsen genutzt.

## Betriebsverlegung aus der Innenstadt

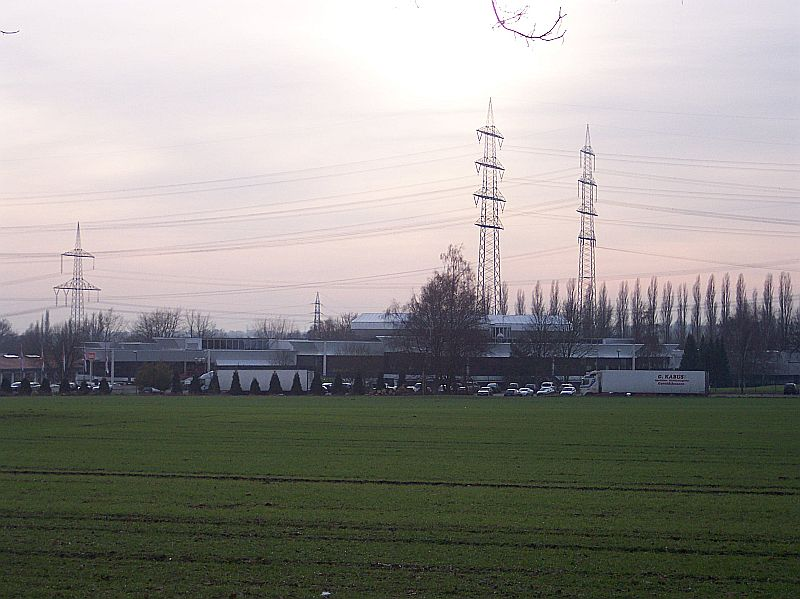
Fleisch- und Wurstfabrik Herta

Als größter Arbeitgeber in Langenbochum gilt derzeit die Fleisch- und Wurstfabrik Herta KG, die seit über 10 Jahren eine Tochter der Nestlé AG ist. Die durch den Hertener Karl Ludwig Schweisfurth gegründete Fleischfabrik hatte ihren ursprünglichen Standort in der Hertener Innenstadt neben dem Städtischen Gymnasium Herten. Im Rahmen einer umfassenden Innenstadtneugestaltung in den 1970er-Jahren fand eine Betriebsverlegung statt. Die europaweit bekannte Markenfirma Herta fand am Rande von Langenbochum ein weiträumiges Betriebsgelände für ihre damals als vorbildlich geltenden modern gestalteten Verwaltungs- und Betriebsneubauten.

## Verkehr
Die VRR-Buslinien 238, 245, 246 und NE9 der Vestischen Straßenbahnen erschließen den Ort. Zusätzlich bedient die Buslinie 243 den südlichen Rand des Stadtteils.
| Linie | Verlauf | Takt (Mo–Fr)                                    |
| ----- | --- | ----------------------------------------------- |
| 238   | Gelsenkirchen-Buer Rathaus – Herten-Westerholt – Langenbochum – Herten-Scherlebeck – Westviertel – Lohtor – Recklinghausen Hbf | 30 min                                          |
| 243   | Gelsenkirchen-Buer Rathaus – Gelsenkirchen-Buer Nord Bf – Gelsenkirchen-Hassel / (GE-Hassel Friedhof – GE-Hassel Bf ) (zeitweise) – Herten-Bertlich – Westerholt – Langenbochum Bergwerk Schlägel und Eisen – Paschenberg – Über den Knöchel (Herten , 150 m) – Herten Mitte (Herten , 500 m)    | 60 min (Buer–Bertlich) 30 min (Bertlich–Herten) |
| 245   | Herten Mitte (Herten , 500 m) – Herten Rathaus (Herten , 300 m) – Waldfriedhof – Disteln – Langenbochum Hofstraße | 60 min                                          |
| 246   | Herten-Scherlebeck (nur abends) / Buschstr. – Langenbochum – Paschenberg – Über den Knöchel (Herten , 150 m) – Herten Mitte (Herten , 500 m) | 30 min                                          |
| NE9   | Gelsenkirchen-Buer Rathaus – Gelsenkirchen-Buer Nord Bf – Gelsenkirchen-Hassel – GE-Hassel Bf – Herten-Bertlich – Westerholt – Langenbochum – Scherlebeck – Disteln – Herten Mitte (Herten , 500 m) NachtExpress: In den Nächten von Freitag auf Samstag, Samstag auf Sonntag und vor Feiertagen | 60 min                                          |

## Sport
Im Sport ist der Stadtteil bekannt durch seinen Fußballverein Blau-Weiß Westfalia Langenbochum, der aus der Fusion von SG Herten-Langenbochum und Westfalia Scherlebeck im Jahr 2011 hervorging. Besonders die Jugendarbeit brachte mehrere Jugendnationalspieler und Bundesligaspieler hervor wie z. B. Benedikt Höwedes, Christian Timm, Frank Riethmann und Michael Ratajczak. Der Verein gilt als Talentschmiede für die großen Vereine wie Borussia Dortmund, FC Schalke 04 und VfL Bochum. Jedes Jahr veranstaltet der Verein eines der in Deutschland namhaftesten Jugendfußballturniere, den Euro-Cup für U-11-Junioren. Mannschaften aus ganz Europa folgen jährlich der Einladung. Neben Teams von FC Bayern München, Hamburger SV, Werder Bremen etc. nahmen auch schon Clubs wie Inter Mailand, Slavia Prag, Racing Straßburg und Rapid Wien teil.

## Der Früchteteppich
Zum Erntedankfest kommen jedes Jahr Besucher aus ganz Nordrhein-Westfalen in die katholische Gemeindekirche St. Maria Heimsuchung, um den dort von Frauen der Gemeinde jeweils unterschiedlich gestalteten überdimensionalen „Früchte- und Ernteteppich“ zu besichtigen.